# Chi Cá trích cơm
Cá trích cơm (Danh pháp khoa học: Sprattus) là một chi trong các loài cá béo cỡ nhỏ thuộc họ Clupeidae (Cá trích). Có 5 loài trong chi này. Các trích cơm hay cá nhỏ còn là tên gọi chung áp dụng cho một nhóm các cá thức ăn gia súc thuộc chi Sprattus trong gia đình Clupeidae. Thuật ngữ này cũng áp dụng cho một số cá thức ăn gia súc loại cá nhỏ ở Âu châu như nhỏ khác.

## Đặc điểm
Giống như hầu hết các loài cá thức ăn gia súc, cá trích cơm được đánh giá cao chúng di chuyển liên tục trong các khối cầu lớn. Chúng cũng được ghi nhận có giá trị dinh dưỡng khi họ chứa hàm lượng cao chất béo không bão hòa có lợi cho sức khỏe. Cá trích cơm được con người được ăn ở nhiều nơi trên thế giới. Sản phẩm bán ra là đã được chuẩn bị từ cá cơm (từ thế kỷ 19) và cá mòi đôi khi được chế biến từ cá trích cơm. Cá trích cơm được biết đến với hương vị rất mềm mại và rất dễ nhầm lẫn với cá mòi bé.

## Các loài
- Sprattus antipodum (Hector, 1872)
- Sprattus fuegensis (Jenyns, 1842)
- Sprattus muelleri (Klunzinger, 1879)
- Sprattus novaehollandiae (Valenciennes, 1847)
- Sprattus sprattus (Linnaeus, 1758)